# زبان بدن (آلبوم کایلی مینوگ)
«زبان بدن» (به انگلیسی: Body Language) آلبومی از هنرمند اهل استرالیا کایلی مینوگ است که در ۱۰ نوامبر ۲۰۰۳ منتشر شد.